# 巴爾 (利沃夫州)
49°46′33″N 23°28′40″E / 49.77583°N 23.47778°E
巴爾（烏克蘭語：Бар），是烏克蘭西部的村莊，隸屬利維夫州的利維夫區。該村始建於1610年，面積1.18平方公里，海拔高度232米，2001年人口232，人口密度每平方公里196.61人。